# Silicio nanocristallino

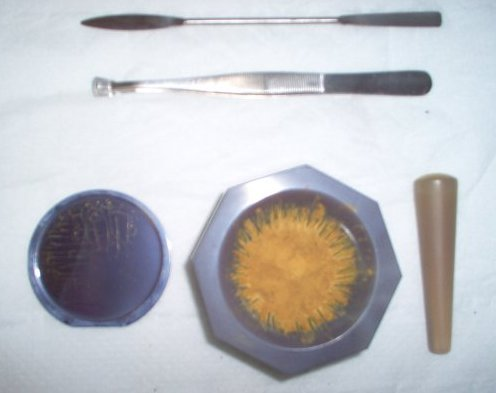
Nanopolvere di silicio

Il silicio nanocristallino (Si-nc), talvolta noto come silicio microcristallino (Si-μc), è una forma di silicio poroso.  È una forma allotropica di silicio con struttura paracristallina simile al silicio amorfo (Si-a), per questo possiede una fase amorfa. La differenza tra le due, tuttavia, sta nel fatto che il Si-nc ha piccoli granuli di silicio cristallino nella fase amorfa. Al contrario  il silicio policristallino (poly-Si) è costituito esclusivamente da granuli di silicio cristallino, separati da confini granulari. La differenza deriva unicamente dalla loro dimensione granulometrica cristallina. 

## Descrizione
La maggior parte dei materiali con granuli dell'ordine del micrometro sono in realtà il polisilicio a grana fine, perciò la definizione di silicio nanocristallino è più appropriata. Il termine silicio nanocristallino si riferisce alla pellicola sottile di silicio di una serie di materiali compresi intorno alla zona di transizione che va dalla fase amorfa a quella microcristallina. La frazione di volume cristallina (misurata dalla spettroscopia Raman) è un altro criterio per descrivere i materiali in questa zona di transizione.
Il Si-nc ha molti utili vantaggi rispetto al Si-a, uno dei quali è che, se coltivato correttamente, può avere una maggiore mobilità elettronica, a causa della presenza di cristalliti di silicio. Inoltre mostra un aumento di assorbimento nelle lunghezze d'onda rossa e infrarossa che lo rendono un materiale importante utilizzabile nelle celle solari rispetto al Si-a. 
Uno dei vantaggi più importanti del silicio nanocristallino, tuttavia, è che ha una maggiore stabilità rispetto al Si-a, anche per il fatto di avere una bassa concentrazione di idrogeno.  Sebbene attualmente non si possa raggiungere la mobilità che può avere il poli-Si, si ha il vantaggio rispetto al poli-Si di essere più facile da fabbricare, in quanto può essere depositato con le convenzionali tecniche di deposizione di Si-a a bassa temperatura, come la PECVD (Plasma Enhanced Chemical Vapor Deposition), contrariamente all'annealing del laser o ai processi della CVD ad alta temperatura, nel caso del poli-Si.

## Usi
L'applicazione principale di questo nuovo materiale si trova nel campo delle celle solari con pellicola sottile al silicio. Dato che il Si-nc ha circa la stessa banda proibita (bandgap) del silicio cristallino, che è ~ 1,12 eV, può essere combinato in strati sottili con il Si-a, creando una cella multi-giunzione stratificata, chiamata cella tandem. La cella in alto del Si-a assorbe la luce visibile e lascia la parte infrarossa dello spettro per la cella inferiore del Si nanocristallino.
Alcune imprese sono sul punto di commercializzare inchiostri basati sul silicio nanocristallino o su altri composti del silicio. L'industria dei semiconduttori sta esaminando anche la possibilità che il silicio nanocristallino possa essere utilizzato soprattutto nella zona di memoria.

## Silicio a pellicola sottile
Il silicio nanocristallino e il silicio policristallino a grana piccola sono considerati silicio a pellicola sottile. 